# Mallory Martin
Mallory Brooke Martin (Denver, Colorado, Estados Unidos, 29 de enero de 1994) es una artista marcial mixta estadounidense que compite en la división de peso paja. También compitió en Ultimate Fighting Championship y en Invicta Fighting Championships.

## Carrera en las artes marciales mixtas

### Inicios
Comenzó su carrera profesional en las artes marciales mixtas en 2016 en Kunlun Fight MMA 7 en China antes de unirse a Invicta Fighting Championships.

### Invicta Fighting Championships
Debutó en Invicta FC contra Sunna Davíðsdóttir el 25 de marzo de 2017 en Invicta FC 22: Evinger vs. Kunitskaya II. Perdió el combate por decisión unánime.

### Legacy Fighting Alliance
Se enfrentó a Maycee Barber el 8 de septiembre de 2017 en LFA 22 - Heinisch vs. Perez. Perdió el combate por decisión unánime.

### Regreso a Invicta Fighting Championships
Se enfrentó a Tiffany Masters el 13 de enero de 2018 en Invicta FC 27: Kaufman vs. Kianzad. Ganó el combate por TKO en el segundo asalto.

### Regreso a Legacy Fighting Alliance
Se enfrentó a Linsey Williams el 27 de abril de 2018 en LFA 38. Ganó el combate por sumisión en el segundo asalto.

### Segundo regreso a Invicta Fighting Championships
Se enfrentó a Ashley Nichols el 1 de septiembre de 2018 en Invicta FC 31: Jandiroba vs. Morandin. En el pesaje, pesó 117 libras, una libra por encima del límite de peso paja de 116 libras. Su combate se desarrolló en el peso acordado y se le impuso una multa del 25% de su bolsa, que fue a parar a su oponente Nichols. Ganó el combate por TKO en el tercer asalto.

### Ultimate Fighting Championship
Firmó con la UFC en diciembre de 2019.
Se enfrentó a Virna Jandiroba el 7 de diciembre de 2019 en UFC on ESPN: Overeem vs. Rozenstruik. Perdió el combate por sumisión en el segundo asalto.
Se enfrentó a Hannah Cifers el 29 de agosto de 2020 en UFC Fight Night: Smith vs. Rakić. El combate se celebró en el peso acordado después de que Cifers perdiera el peso y el 20% de su bolsa fuera para Martin. Ganó el combate por sumisión en el segundo asalto. Esta victoria le valió el premio a la Actuación de la Noche.
Se enfrentó a Polyana Viana el 13 de febrero de 2021 en UFC 258. Perdió el combate por sumisión en el segundo asalto.
Se esperaba que se enfrentara a Montserrat Ruiz el 4 de diciembre de 2021 en UFC on ESPN: Font vs. Aldo. Sin embargo, Ruiz se vio obligada a abandonar el evento y fue sustituida por Cheyanne Vlismas. Perdió el combate por decisión unánime. Este combate le valió el premio a la Pelea de la Noche.
Después de haber agotado su contrato con su último combate, fue liberada por la UFC.

## Campeonatos y logros
- Ultimate Fighting Championship
  - Actuación de la Noche (una vez) vs. Hannah Cifers[24]
  - Pelea de la Noche (una vez) vs. Cheyanne Vlismas[30]

## Récord en artes marciales mixtas
| Resultado | Récord | Oponente           | Método                                 | Evento                                   | Fecha                   | Ronda | Tiempo | Localización          | Notas                                                                                    |
| --------- | ------ | ------------------ | -------------------------------------- | ---------------------------------------- | ----------------------- | ----- | ------ | --------------------- | ---------------------------------------------------------------------------------------- |
| Derrota   | 7-5    | Cheyanne Vlismas   | Decisión (unánime)                     | UFC on ESPN: Font vs. Aldo               | 4 de diciembre de 2021  | 3     | 5:00   | Las Vegas, Nevada     | Pelea de la Noche.                                                                       |
| Derrota   | 7-4    | Polyana Viana      | Sumisión (barra de brazo)              | UFC 258                                  | 13 de febrero de 2021   | 1     | 3:18   | Las Vegas, Nevada     |                                                                                          |
| Victoria  | 7-3    | Hannah Cifers      | Sumisión (estrangulamiento por detrás) | UFC Fight Night: Smith vs. Rakić         | 29 de agosto de 2020    | 2     | 1:33   | Las Vegas, Nevada     | Combate de peso acordado (117 libras); Cifers no alcanzó el peso. Actuación de la Noche. |
| Derrota   | 6-3    | Virna Jandiroba    | Sumisión (estrangulamiento por detrás) | UFC on ESPN: Overeem vs. Rozenstruik     | 7 de diciembre de 2019  | 2     | 1:16   | Washington D. C.      |                                                                                          |
| Victoria  | 6-2    | Cynthia Arceo      | Decisión (unánime)                     | Invicta FC 38: Murato vs. Ducote         | 1 de noviembre de 2019  | 3     | 5:00   | Kansas City, Kansas   |                                                                                          |
| Victoria  | 5-2    | Micol Di Segni     | Decisión (unánime)                     | Dana White's Contender Series 25         | 20 de agosto de 2019    | 3     | 5:00   | Las Vegas, Nevada     |                                                                                          |
| Victoria  | 4-2    | Ashley Nichols     | TKO (codazos)                          | Invicta FC 31: Jandiroba vs. Morandin    | 1 de septiembre de 2018 | 3     | 1:05   | Kansas City, Misuri   |                                                                                          |
| Victoria  | 3-2    | Linsey Williams    | Sumisión (estrangulamiento por detrás) | LFA 38                                   | 27 de abril de 2018     | 2     | 3:18   | Mineápolis, Minnesota |                                                                                          |
| Victoria  | 2-2    | Tiffany Masters    | TKO (puñetazos)                        | Invicta FC 27: Kaufman vs. Kianzad       | 8 de enero de 2018      | 2     | 3:36   | Kansas City, Misuri   |                                                                                          |
| Derrota   | 1-2    | Maycee Barber      | Decisión (unánime)                     | LFA 22                                   | 8 de septiembre de 2017 | 3     | 5:00   | Broomfield, Colorado  |                                                                                          |
| Derrota   | 1-1    | Sunna Davíðsdóttir | Decisión (unánime)                     | Invicta FC 22: Evinger vs. Kunitskaya II | 25 de marzo de 2017     | 3     | 5:00   | Kansas City, Misuri   | Debut en el peso paja. Pelea de la Noche.                                                |
| Victoria  | 1-0    | Heqin Lin          | Decisión (unánime)                     | Kunlun Fight MMA 7                       | 15 de diciembre de 2016 | 3     | 5:00   | Beijing               | Debut en el peso mosca.                                                                  |